# Gbarnga
Gbarnga est une ville du Liberia et la capitale du comté de Bong. Elle est située à 165 km au nord-est de Monrovia. Sa population s'élevait à 34 046 habitants au recensement de 2008.

## Histoire
Au cours de la guerre civile, la ville était le quartier général du National Patriotic Front of Liberia de Charles Taylor. Le Cuttington College se trouve à proximité de la ville et son campus, qui abritait autrefois l'Africana Museum, a été détruit.

## Religion
Gbarnga est le siège d'un évêché catholique créé le 17 novembre 1986.
École théologique de l'église méthodiste de Gbarnga.

## Ville sœur
- Baltimore, aux  États-Unis.